# Musikjahr 1616
Liste der Musikjahre

◄◄ | ◄ | 1612 | 1613 | 1614 | 1615 | Musikjahr 1616 | 1617 | 1618 | 1619 | 1620 | ► | ►►

Weitere Ereignisse
Dieser Artikel behandelt das Musikjahr 1616.

## Ereignisse
- Stefano Bernardi wird von der Accademia Filarmonica zum Maestro di musica ernannt, wofür er sich mit seinen Concerti accademiche bedankt.
- Manuel Correia wird – wie sein Vater – Sänger der herzoglichen Kapelle in Vila Viçosa in Portugal.
- Der Orgelbauer Merten Friese wirkt von 1616 bis 1629 in Danzig.
- Johann Hermann Schein wird Kantor der Thomasschule zu Leipzig.
- Der Librettist Andrea Salvadori wird Hofdichter der Familie Medici.

## Instrumental- und Vokalmusik (Auswahl)
- Gregor Aichinger – Triplex liturgiarum fasciculus e tribus ac diversis optimorum musicorum modulis concinnatus..., Augsburg: Johannes Praetorius
- Bartolomeo Barbarino – Canzonettas zu einer und zwei Stimmen, einige für Solostimme, entweder Sopran oder Tenor, mit Theorbe oder anderen Instrumenten, Venedig: Ricciardo Amadino
- Stefano Bernardi
  - Il secondo libro de madrigali, Venedig
  - Concerti academici con varie sorti di sinfonie, Venedig
- Valerio Bona – Klagelieder zur Karwoche mit Benedictus und Miserere für jeden Tag, für zwei Chöre mit Basso continuo, op. 22, Venedig: Giacomo Vincenti
- Bernardino Borlasca – Scala Iacob zu acht Stimmen und verschiedenen Instrumenten, op. 6, Venedig: Giacomo Vincenti (Sammlung geistlicher Lieder für alle Feierlichkeiten des Jahres)
- Antonio Brunelli – drittes Buch der Scherzi, arie, canzonette, e madrigali zu einer, zwei und drei Stimmen, op. 12, Venedig: Giacomo Vincenti
- Sethus Calvisius – Schwanengesang zu acht Stimmen, Leipzig: Lorenz Kober (Vertonung von Psalm 90, Vers 10, posthum veröffentlicht)
- Antonio Cifra – erstes Buch der Scherzi sacri zu einer bis vier Stimmen, op. 22, Rom: Giovanni Battista Robletti
- Ignazio Donati – Motetti a cinque voci in concerto, Venedig: Giacomo Vincenti
- Melchior Franck
  - Geistlichen Musicalischen Lustgartens Erster Theil zu vier bis neun Stimmen oder Instrumenten, Nürnberg: Georg Leopold Fuhrmann (Sammlung von Motetten)
  - Newes Hochzeit Gesang ausz dem ersten Capitel deß Hohenlieds Salomonis zu fünf Stimmen, Coburg: Justus Hauck (Hochzeitsmotette)
  - Musicalische Glückwünschung zu sechs Stimmen, Coburg: Justus Hauck (Hochzeitsmotette)
  - Zwey Newe Hochzeit Gesäng zu sechs Stimmen, Coburg: Justus Hauck (Hochzeitsmotette)
  - Newes Hochzeit Gesang ausz dem 26. Capitel Sirachs zu sechs Stimmen, Coburg: Justus Hauck (Hochzeitsmotette)
  - Tricinium Novum (Wie ein Kauffmann das Himmelreich), Coburg: Justus Hauck
  - Lilia Musicalia zu vier Stimmen, Nürnberg: Georg Leopold Fuhrmann (Sammlung weltlicher Lieder und Tänze)
- Girolamo Frescobaldi – Peccavi super numerum, Motette zu drei Stimmen und Basso continuo
- Joachim van den Hove – Praeludia testudinis zu zwei Stimmen oder Violinen, Leiden: Godefridus Basson
- Sigismondo d’India
  - Quarto libro de’ madrigali a 5 voci, Venedig: Ricciardo Amadino
  - Quinto libro de’ madrigali a 5 voci, Venedig: Ricciardo Amadino
- Scipione Lacorcia – zweites Buch der Madrigale zu fünf Stimmen, Neapel: Giovanni Giacomo Carlino
- Luca Marenzio – Sacrae cantiones für 5 bis 7 Stimmen und Basso continuo, Venedig: Ricciardo Amadino (posthum veröffentlicht)
- Simone Molinaro – Passio domini nostri Iesu Christi secundum Matthaeum, Marcum, Lucam, et Ioannem, Loano: Francesco Castello
- Pietro Pace – Scherzi, arie, et madrigali a 1–4 v..., op. 13, Venedig: Giacomo Vincenti
- Giuseppe Palazzotto e Tagliavia – erstes Buch der Motetten, Palermo: Giovanni Battista Maringo
- Claudio Pari – drittes Buch der Madrigale zu fünf Stimmen, Palermo: Giovanni Battista Maringo
- Peter Philips
  - Deliciae sacrae zu zwei und drei Stimmen mit Basso continuo, Antwerpen: Pierre Phalèse
  - Les Rossignols spirituels zu zwei Stimmen mit Basso continuo, Valenciennes: Jean Vervliet (Sammlung geistlicher Lieder)
- Hieronymus Praetorius – Liber Missarum, Hamburg: Henrico Carstens
- Thomas Simpson – Opus Newer Paduanen, Galliarden, Intraden, Canzonen, Ricercares a 5, Nürnberg
- Nicolas Vallet – Le Secret des Muses, zweites Buch

## Musiktheater
- Domenico Belli – Orfeo dolente, Florenz
- Claudio Monteverdi – Tirsi e Clori (Dialogo e Ballo), Mantua

## Geboren

### Geburtsdatum gesichert
- 28. Februar (getauft): Kaspar Förster der Jüngere, deutscher Sänger, Kapellmeister und Komponist († 1673)
- 01. März (getauft): Maurizio Cazzati, italienischer Komponist († 1678)
- 08. April: Johann Erasmus Kindermann, deutscher Komponist († 1655)
- 18. Mai: Johann Jakob Froberger, deutscher Komponist und Organist († 1667)
- 24. Mai (getauft): Michele Todini, italienischer Musikinstrumentenbauer und Virtuose († 1690)
- 19. September (getauft): Jacques de Saint-Luc, französischer Lautenist und Komponist († um 1710)
- 21. Dezember: Pietro Andrea Ziani, italienischer Organist und Komponist († 1684)

### Geboren um 1616

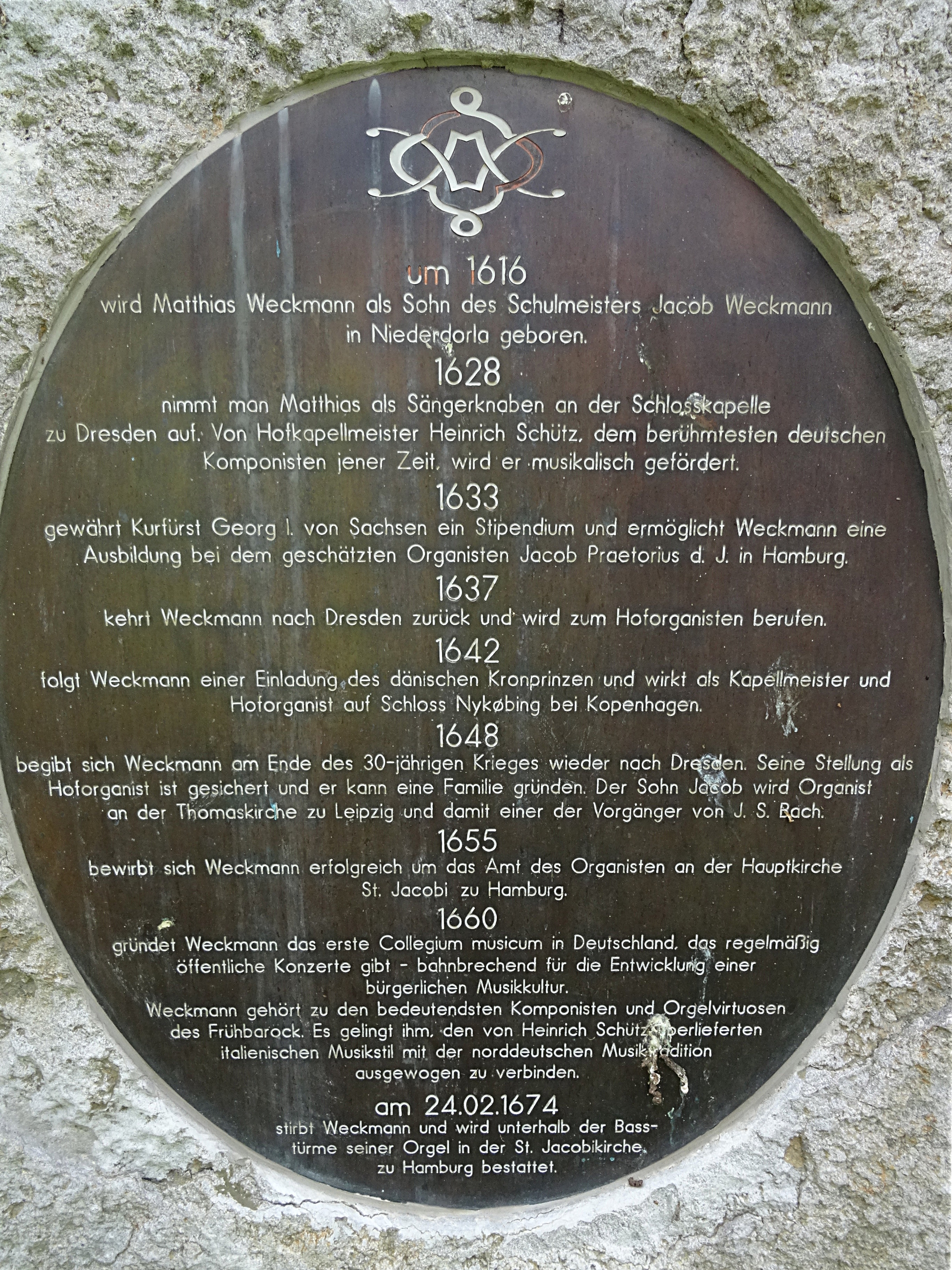
Denkmal für Matthias Weckmann (1616–1674, Hof-Organist und Komponist) in Niederdorla

- Matthias Weckmann, deutscher Komponist († 1674)

## Gestorben

### Todesdatum gesichert
- 23. Februar (bestattet): Matthia Ferrabosco, italienischer Komponist (* 1550)
- 09. Juni: Cornelis Schuyt, niederländischer Organist und Komponist (* 1557)
- 16. Juni: Giuseppe Cenci, italienischer Sänger und Komponist (* unbekannt)
- Sommer: Johann Steffens, deutscher Komponist und Organist der norddeutschen Orgelschule (* um 1560)
- 17. November (bestattet): Johann Lange, deutscher Orgelbauer (* 1543)
- 10. Dezember: Georg Leopold Fuhrmann, Nürnberger Buchdrucker, Musikverleger, Buchhändler, Kupferstecher und Lautenist (* 1578)

### Genaues Todesdatum unbekannt
- Hermann Ebel, deutscher Organist (* unbekannt)
- Paulus Freudenlechner, Meistersinger (* unbekannt)
- Zacharias Füllsack, deutscher Posaunist, Komponist und Lautenist (* um 1570)
- Jean Mazuel, französischer Violinist (* 1568)
- Giuliano Paratico, italienischer Sänger und Theorbespieler (* 1550)

### Gestorben nach 1616
- Krzysztof Klabon, polnischer Komponist, Lautenist und Sänger (* um 1550)
- Gregorio Zucchini, italienischer Benediktinermönch und Komponist (* vor 1560)